# Evert Dolman
Evert Gerardus Dolman, detto Eef (Rotterdam, 22 febbraio 1946 – Dordrecht, 12 maggio 1993), è stato un ciclista su strada olandese.

## Carriera
Tra i dilettanti fu medaglia d'oro nella cronometro a squadre ai Giochi olimpici di Tokyo 1964, e campione del mondo nella prova individuale ai Mondiali 1966 al Nürburgring.
Passato professionista nel 1967, nello stesso anno vinse una tappa alla Vuelta a España; nel 1968 divenne campione nazionale mentre nel 1971 fece suo il prestigioso Giro delle Fiandre. Nonostante questo viene spesso citato come esempio di corridore vincente tra i dilettanti ma non tra i professionisti.

## Palmarès
- 1964 (Dilettanti)[1]

1ª tappa Giro d'Austria
5ª tappa Giro d'Austria
Campionati olandesi, Prova in linea Dilettanti
- 1965 (Dilettanti)[1]

Ronde van Noord-Holland
Ronde van de Haarlemmermeer
Ronde van Limburg
Grand Prix Kayser
Campionati olandesi, Prova in linea Dilettanti
- 1966 (Dilettanti)[1]

5ª tappa Tour de Namur
Classifica generale Tour de Namur
1ª tappa Tour des 12 Cantons
Classifica generale Tour des 12 Cantons
Ronde van Gelderland
Campionati del mondo, Prova in linea Dilettanti
- 1967 (Televizier-Batavus, una vittoria)

6ª tappa Vuelta a España (Albacete > Benidorm)
- 1968 (Smith's, una vittoria)

Campionati olandesi, Prova in linea
- 1969 (Willem II-Gazelle, una vittoria)

Ronde de Monaco
1ª tappa, 1ª semitappa Giro del Lussemburgo (Lussemburgo > Bettembourg)
- 1970 (Willem II-Gazelle, una vittoria)

6ª tappa Vuelta a Andalucía (Ronda > Malaga)
- 1971 (Flandria-Mars, una vittoria)

Giro delle Fiandre

### Altri successi
- 1964 (Dilettanti)[1]

Giochi olimpici, Cronometro a squadre (con Gerben Karstens, Jan Pieterse e Bart Zoet)
- 1968 (Smith's)[1]

Goirle (criterium)
Ulestraten (criterium)
- 1969 (Willem II-Gazelle)[1]

Maarheeze (criterium)
1ª tappa, 2ª semitappa Giro del Lussemburgo (Bettembourg > Bettembourg, cronosquadre)
- 1970 (Willem II-Gazelle)[1]

Kortenhoef (criterium)
- 1971 (Flandria-Mars)[1]

Sittard (criterium)
Campionati olandesi, Prova per club
- 1972 (Beaulieu-Flandria)[1]

Prologo Tour d'Indre-et-Loire (cronosquadre)

## Piazzamenti

### Grandi Giri
- Tour de France

1968: 56º
1969: 49º
1970: 32º
1972: 83º
- Vuelta a España

1967: 54º
1969: 30º
1970: non partito (17ª tappa)
1971: 36º

### Classiche monumento
- Milano-Sanremo

1967: 50º
1969: 26º
1970: 16º
1972: 63º
- Giro delle Fiandre

1967: 68º
1968: 59º
1969: 24º
1970: 10º
1971: vincitore
1972: 19º
- Parigi-Roubaix

1970: 20º

### Competizioni mondiali
- Campionati del mondo[1]

Sallanches 1964 - Cronosquadre: 12º
Lasarte-Oria 1965 - In linea Dilettanti: 31º
Nürburgring 1966 - In linea Dilettanti: vincitore
Imola 1968 - In linea Professionisti: ritirato
Zolder 1969 - In linea Professionisti: 11º
Leicester 1970 - In linea Professionisti: 26º
Mendrisio 1971 - In linea Professionisti: 18º
- Giochi olimpici[1]

Tokyo 1964 - Cronosquadre: vincitore